# N6-Methyladenin
N6-Methyladenin ist eine heterocyclische organische Verbindung mit einem Puringrundgerüst. Es ist ein Derivat der Nukleinbase Adenin, welches an der Aminogruppe methyliert ist. Es kommt als Bestandteil des Nukleosids N6-Methyladenosin (m6A) in der RNA vor, ferner in bakterieller DNA.

Nummerierung der Purine

Die dimethylierte Variante ist das N6,N6-Dimethyladenin.